# Saison 2018 de l'équipe cycliste Sunweb
La saison 2018 de l'équipe cycliste Sunweb est la quatorzième de cette équipe.

## Préparation de la saison 2018

### Sponsors et financement de l'équipe
Le voyagiste Sunweb (nl) est le sponsor principal de l'équipe depuis 2017. Cette entreprise, déjà sponsor de l'équipe depuis 2015, remplace les deux sponsors-titre Giant, qui reste son fournisseur de cycle, et Alpecin (nl), qui est devenu co-sponsor de l'équipe Katusha-Alpecin. Sunweb s'est d'abord engagé comme sponsor-titre pour trois ans puis a prolongé son engagement en 2018 pour une durée indéterminée,. Le budget de l'équipe cette année est estimé à 19 millions d'euros.
Le maillot de Sunweb, fourni par Etxeondo, est semblable à celui de la saison précédente, blanc aux épaules et manches noires, arborant pour la cinquième année deux rayures verticales noires. Celles-ci, selon la communication de l'équipe, représentent sa devise « Keep Challenging » : la rayure gauche pour le « développement permanent des coureurs à la fois en tant qu'individu et en tant qu'athlètes, et de l'équipe dans son ensemble », et la rayure droite pour « la création et l'amélioration permanente d'un environnement de sport d'élite ». Le sponsor principal Sunweb apparaît en rouge sur le torse, ainsi que par un logo dans le dos et sur les manches. Le logo de Giant est présent sur les épaules, celui de Renson à l'arrière du cuissard. Un logo sur la poitrine rappelle le titre de champion du monde du contre-la-montre par équipes acquis en 2017. L'équipe féminine Sunweb a le même équipement que l'équipe masculine,,.
Les coureurs de Sunweb roulent sur les cycles fournis par Giant : le modèle TCR Advanced SL, le plus utilisé, le Trinity Advanced SL pour les contre-la-montre, sur lequel Tom Dumoulin est devenu champion du monde en 2017, et le Propel Advanced SL Disc, utilisé par les sprinters. Comme Trek et Specialized avant elle, Giant fournit à partir de 2018 sa propre gamme de roues ainsi que d'autres équipements (casque, chaussures, guidon, potence...). Les vélos restent équipes en groupe électrique par Shimano.

### Arrivées et départs
Sept coureurs quittent l'équipe durant l'intersaison. Le principal départ est celui du Français Warren Barguil, qui rejoint l'équipe Fortuneo-Samsic où il acquiert un statut de leader. Le Norvégien Sindre Lunke l'y accompagne. Le champion des Pays-Bas Ramon Sinkeldam et l'Autrichien Georg Preidler rejoignent l'équipe Groupama-FDJ respectivement en tant qu'équipiers d'Arnaud Démare et Thibaut Pinot. Les Belges Bert De Backer et Zico Waeytens sont recrutés respectivement par Vital Concept et Vérandas Willems-Crelan. Enfin, Albert Timmer, membre de l'équipe depuis le début de sa carrière en 2007, met fin à celle-ci afin de privilégier sa famille.
Cinq recrues viennent compenser ces sept départs. Deux jeunes coureurs australiens, Jai Hindley (21 ans) et Michael Storer (20 ans), sont issus de l'équipe formatrice Mitchelton Scott. Le Néerlandais Martijn Tusveld est déjà passé par l'équipe en 2016 en tant que stagiaire et est cette fois engagé après une saison passée chez Roompot-Nederlandse Loterij. Enfin, deux coureurs belges venant d'équipes World Tour sont recrutés : le grimpeur Louis Vervaeke et le sprinteur et spécialistes des classiques Edward Theuns.
| Arrivées        | Équipe 2017                 |
| --------------- | --------------------------- |
| Jai Hindley     | Mitchelton Scott            |
| Michael Storer  | Mitchelton Scott            |
| Edward Theuns   | Trek-Segafredo              |
| Martijn Tusveld | Roompot-Nederlandse Loterij |
| Louis Vervaeke  | Lotto-Soudal                |

| Warren Barguil  | Fortuneo-Samsic         |  |  |  |
| Bert De Backer  | Vital Concept           |  |  |  |
| Sindre Lunke    | Fortuneo-Samsic         |  |  |  |
| Georg Preidler  | Groupama-FDJ            |  |  |  |
| Ramon Sinkeldam | Groupama-FDJ            |  |  |  |
| Albert Timmer   | retraite                |  |  |  |
| Zico Waeytens   | Vérandas Willems-Crelan |  |  |  |

## Coureurs et encadrement technique

### Effectif
| Cycliste             | Date de naissance | Nationalité | Équipe 2017                 |  |
| -------------------- | ----------------- | ----------- | --------------------------- |  |
| Nikias Arndt         | 18 novembre 1991  | Allemagne   | Sunweb                      |  |
| Phil Bauhaus         | 8 juillet 1994    | Allemagne   | Sunweb                      |  |
| Roy Curvers          | 27 décembre 1979  | Pays-Bas    | Sunweb                      |  |
| Tom Dumoulin         | 11 novembre 1990  | Pays-Bas    | Sunweb                      |  |
| Johannes Fröhlinger  | 9 juin 1985       | Allemagne   | Sunweb                      |  |
| Simon Geschke        | 13 mars 1986      | Allemagne   | Sunweb                      |  |
| Chad Haga            | 26 août 1988      | États-Unis  | Sunweb                      |  |
| Chris Hamilton       | 18 mai 1995       | Australie   | Sunweb                      |  |
| Jai Hindley          | 5 mai 1996        | Australie   | Mitchelton Scott            |  |
| Lennard Hofstede     | 29 décembre 1994  | Pays-Bas    | Sunweb                      |  |
| Lennard Kämna        | 9 septembre 1996  | Allemagne   | Sunweb                      |  |
| Wilco Kelderman      | 25 mars 1991      | Pays-Bas    | Sunweb                      |  |
| Søren Kragh Andersen | 10 août 1994      | Danemark    | Sunweb                      |  |
| Michael Matthews     | 26 septembre 1990 | Australie   | Sunweb                      |  |
| Sam Oomen            | 15 août 1995      | Pays-Bas    | Sunweb                      |  |
| Tom Stamsnijder      | 15 mai 1985       | Pays-Bas    | Sunweb                      |  |
| Michael Storer       | 28 février 1997   | Australie   |                             |  |
| Laurens ten Dam      | 13 novembre 1980  | Pays-Bas    | Sunweb                      |  |
| Mike Teunissen       | 25 août 1992      | Pays-Bas    | Sunweb                      |  |
| Edward Theuns        | 30 avril 1991     | Belgique    | Trek-Segafredo              |  |
| Martijn Tusveld      | 9 septembre 1993  | Pays-Bas    | Roompot-Nederlandse Loterij |  |
| Louis Vervaeke       | 6 octobre 1993    | Belgique    | Lotto-Soudal                |  |
| Max Walscheid        | 13 juin 1993      | Allemagne   | Sunweb                      |  |

- Stagiaires

À partir du 1er août 2018
| Coureur      | Date de naissance | Nationalité | Équipe             |
| ------------ | ----------------- | ----------- | ------------------ |
| Cees Bol     | 27-07-1995        | Pays-Bas    | SEG Racing Academy |
| Nils Eekhoff | 23-01-1998        | Pays-Bas    | Sunweb Development |
| Max Kanter   | 22-10-1997        | Allemagne   | Sunweb Development |

## Bilan de la saison

### Victoires
| Date        | Course                               | Pays                | Classe | Vainqueur            |
| ----------- | ------------------------------------ | ------------------- | ------ | -------------------- |
| 23 février  | 3e étape du Tour d'Abou Dabi         | Émirats arabes unis | 2.UWT  | Phil Bauhaus         |
| 24 avril    | Prologue du Tour de Romandie         | Suisse              | 2.UWT  | Michael Matthews     |
| 4 mai       | 1re étape du Tour d'Italie           | Israël              | 2.UWT  | Tom Dumoulin         |
| 5 mai       | 3e étape du Tour de Yorkshire        | Royaume-Uni         | 2.1    | Max Walscheid        |
| 14 juin     | 6e étape du Tour de Suisse           | Suisse              | 2.UWT  | Søren Kragh Andersen |
| 28 juillet  | 20e étape du Tour de France          | France              | 2.UWT  | Tom Dumoulin         |
| 19 août     | 7e étape du BinckBank Tour           | Belgique            | 2.UWT  | Michael Matthews     |
| 7 septembre | Grand Prix cycliste de Québec        | Canada              | 1.UWT  | Michael Matthews     |
| 9 septembre | Grand Prix cycliste de Montréal      | Canada              | 1.UWT  | Michael Matthews     |
| 3 octobre   | Tour de Münster                      | Allemagne           | 1.HC   | Maximilian Walscheid |
| 7 octobre   | Paris-Tours                          | France              | 1.HC   | Søren Kragh Andersen |
| 14 octobre  | 2e étape des Hammer Series Hong Kong | Hong Kong           | 2.1    | Sunweb               |

### Résultats sur les courses majeures
Les tableaux suivants représentent les résultats de l'équipe dans les principales courses du calendrier international (les cinq classiques majeures et les trois grands tours). Pour chaque épreuve est indiqué le meilleur coureur de l'équipe, son classement ainsi que les accessits glanés par Sunweb sur les courses de trois semaines.

#### Classiques
| Classique            | Milan-San Remo        | Tour des Flandres    | Paris-Roubaix        | Liège-Bastogne-Liège | Tour de Lombardie |
| -------------------- | --------------------- | -------------------- | -------------------- | -------------------- | ----------------- |
| Coureur (classement) | Michael Matthews (7e) | Mike Teunissen (18e) | Mike Teunissen (11e) | Sam Oomen (12e)      | Sam Oomen (27e)   |

#### Grands tours
| Grand tour           | Tour d'Italie                     | Tour de France                    | Tour d'Espagne        |
| -------------------- | --------------------------------- | --------------------------------- | --------------------- |
| Coureur (classement) | Tom Dumoulin (2e)                 | Tom Dumoulin (2e)                 | Wilco Kelderman (10e) |
| Accessits            | 1 victoire d'étape (Tom Dumoulin) | 1 victoire d'étape (Tom Dumoulin) | -                     |